# 漆川村
漆川村（うるしかわむら）は山形県西村山郡にあった村。現在の大江町の大部分にあたる。

## 地理
- 山：稲沢山、小畑山、蒲谷地山、地ノ沢山、御館山、田代山、高登屋山、若松山、小倉山、地ノ沢山、御館山、田代山、高鳥屋山、伏辺山、鳥原山、小朝日岳、古寺山、明手山、大頭森山、金池山、獅畑山、境杉山、菅沼山、高平山、橡畑山、滝前山、金華山
- 河川：月布川

## 歴史
- 1954年（昭和29年）10月1日 - 本郷村・七軒村が合併して発足。
- 1959年（昭和34年）8月20日 - 左沢町と合併して大江町が発足。同日漆川村廃止。